# باولا تريكي
باولا تريكي Paula Trickey الاسم الكامل باولا سي تريكي هي ممثلة امريكية ولدت في 27 مارس 1966 في Amarillo اماريلو
بولاية تكساس ونشات وترعرعت في تولسا بولاية اوكلاهوما طولها حوالي 1.70 م (5′7″)
بدات اهتماماتها بالتمثيل مبكرا في سن ثمان 8 اعوام وشاركت في عروض مسرحية منذ الطفولة كما فازت بلقب Miss oklahoma
في مسابقة All-AmericanTeen Pageant عام 1985 لكن لم تفز بلقب Miss USA حينها
انتقلت الى دالاس لدراسة التمثيل والعمل في الاعلانات المحلية ثم استقرت في لوس انجلوس عام 1986 
وهي الان ممثلة ومنتجة تلفزيونية
ابرز الاعمال الفنية:
لعبت دور الرفيعة Pacific Blue في 1996-2000 في سلسلة تليفزيونية على Cory McNamara الشرطية وهي من اشهر 
ادوارها شبكة USA Network
ظهرت بشكل متكرر في مسلسلات مثل:
(1990)Beverly Hills,90210
(1993-2000)Walker,Texas Ranger
The O.C (2006-2007)
"بشخصية والدة Taylor Townsend"
عملت في العديد من الافلام التلفزيونية منها:
A carol christmas (2009)
Gone But Not Forgotten(2005)
Past Tense (2006)
The Cheating Pact (2013)
Betrayed at 17 (2014)
Crimes of the Mind (2015)
Paul Blart: Mall Cop 2 (2015)
Bridal Bootcamp, Running Away, Christmas in the Heartland (2016‑2017).
الحياة الشخصية:
تزوجت من Rich Thurber في 31 مايو 1996 وانجبت ابنها في 2000، ثم انفصلا في عام 2010، كما تُعرف بأنشطة خيرية،
منها استضافة وتنظيم بطولات لغولف المشاهير لصالح الجمعيات الخيرية، وكذلك اهتمامات في تصميم المجوهرات وصيانة المنازل.
معلومات اخرى:
شعار خاص "اي شيئ من اجل الاطفال" و "كن أفضل ما لديك واسعى لتحقيق الأفضل".
تحب الغولف.
وشاركت ي العديد من البطولات الخيرية.
شوهد اهتماما لها في جمعيات الرياضيين والفنانين من اجل الاطفال.

## روابط خارجية
- باولا تريكي على موقع IMDb (الإنجليزية)
- باولا تريكي على موقع ألو سيني (الفرنسية)
- باولا تريكي على موقع أول موفي (الإنجليزية)
- باولا تريكي على موقع قاعدة بيانات الفيلم (الإنجليزية)
- باولا تريكي على موقع كينوبويسك (الروسية)